# Starý most silnice II/453 přes Bělou v Bukovicích
Františkův most (Franziskus Brücke), též označovaný např. jako rejvízský most (do roku 2017 s číslem 453-001, resp. 453H-001), vede přes řeku Bělou, části města Jeseníku v okrese Jeseník v Olomouckém kraji. Byl postaven v roce 1905. Tvořil začátek silnice II/453, je součástí ulice Rejvízské a spojuje ulice Rejvízskou a Nábřežní s ulicí Šumperskou (I/44).

## Historie
Most přes řeku Bělá v Bukovicích na silnici II/453 z Domašova do Jeseníku byl postaven v roce 1905. Most odolal při povodni v roce 1997. Most má malou nosnost (omezení 10 tun) a není vhodný pro kamionovou dopravu.
Silnice II/453 byla v roce 2017 převedena na nový most (který převzal evidenční číslo 453-001) a stávající most má být zachován jako technická památka.

## Popis
Most je železobetonová konstrukce z plnostěnných nosníků se zapuštěnou vozovkou. Na krajních nosnících je betonové zábradlí, které ze zaoblených krajů stoupá ke středu, kde je na průčelí secesní motiv s datem 1905. Na obou průčelích byl původně nápis Franziskus Brücke (Františkův most).
Most není vybaven chodníky, stejně jako úsek Šumperské ulice (silnice I/44), do které je zaústěn, vstup chodcům však zde zakázán není. Pro silniční provoz je most jednosměrný ve směru k silnici I/44, vjezd na ni je zaopatřen dopravními značkami Stůj, dej přednost v jízdě.